# Рабинович, Грегор
Грегор (Григорий Александрович) Рабинович (2 апреля 1889 — 12 ноября 1953) — кинопродюсер, много лет проработавший в немецкой киноиндустрии.

## Биография
Родился в Киеве, брат актрисы Дианы Каренне. Эмигрировал во Францию из Советского Союза в начале 1920-х годов.
В 1932 году он вместе с Арнольдом Прессбургером основал продюсерскую компанию Cine-Allianz. Компания имела коммерческий успех, но впоследствии была экспроприирована нацистским правительством Германии в рамках антиеврейской политики.
В деятельности компании принимал участие композитор Франц Гроте, написавший музыку ко многим фильмам Рабиновича и поддерживавший романтические отношения с его приёмной дочерью Нютой Йоффе.
Эмигрировал после прихода к власти нацистов в 1933 году и провёл несколько лет во Франции и США. Позже он вернулся и умер в Мюнхене в 1953 году.

## Избранная фильмография[5]
- Душа артистки (1924)
- Мишель Строгов (1926)
- 600000 франков в месяц (1926)
- Любовницы Казановы (1927)
- Затягивание петли (1928)
- Ура! Я живу! (1928)
- Тайны Востока (1928)
- Восхитительная ложь Нины Петровны (1929)
- Долли идет вперед (1930)
- Белый дьявол (1930)
- Кале-Дувр (1931)
- На службе Сикрет-сервис (1931)
- Нет больше любви (1931)
- Кавалер в лохмотьях (1932)
- Скажи мне сегодня вечером (1932)
- Песня одной ночи (1932)
- Графиня Монте-Кристо (1932)
- Всё для любви (1933)
- Песнь моя летит с мольбою (1933)
- Песня для тебя (1933)
- Шпионы за работой (1933)
- Мое сердце зовёт тебя (1934)
- Так закончилась большая любовь (1934)
- Блондинка Кармен (1935)
- Гибралтар (1938)
- Набережная туманов (1938)
- Я была авантюристкой (1938)
- Завтра не будет (1939)
- Ночь в декабре (1940)
- Биение сердца (1940)
- Три русские девушки (1943)
- Дама с камелиями (1947)
- Легенда о Фаусте (1949)
- Аида (1953)
- Разведённая (1953)